# スター・ツアーズ
スター・ツアーズ (Star Tours)は、ディズニーパークにかつて存在したフライトシミュレータ型アトラクションの一つ。映画『スター・ウォーズシリーズ』（旧三部作）を元にしている。2010年以降に順次リニューアルが実施され、現在は「スター・ツアーズ:ザ・アドベンチャーズ・コンティニュー」として運営されている。

スター・ツアーズの旧ロゴ

## このアトラクションが存在したパーク
- ディズニーランド（ディズニーランド・リゾート）
- ディズニー・ハリウッド・スタジオ（ウォルト・ディズニー・ワールド・リゾート）
- 東京ディズニーランド（東京ディズニーリゾート）
- ディズニーランド・パーク（ディズニーランド・パリ）

上記パークは全て「スター・ツアーズ:ザ・アドベンチャーズ・コンティニュー」にリニューアルされた。

## 概要
- このアトラクションは、画面の動きに合わせてライドが上下左右に動くことによって、実際に飛んでいるかのような感覚になることができるレディフュージョン社製のフライトシミュレーターを応用させたアトラクションである。
- 映画『スター・ウォーズシリーズ』の旧3部作がベースとなっており、アトラクション中にも同映画に登場した惑星や機体が多数登場する。搭乗待機中にアトラクション内で流されている映像の一部には映画から流用されたものもある。ただし、アトラクション本編の映像はカットの入らないワンカットの主観映像であるため映画からの流用はなく、全て本アトラクションのための完全な撮り下ろしである。

## ストーリー
時代は、『スター・ウォーズ エピソード6/ジェダイの帰還』の後。帝国軍の残党と新共和国軍との紛争は完全には終結していないものの、概ね平和な時代となっていた。星間旅行会社「スター・ツアーズ社」は「エキゾチックなエンドアの聖なる月へのツアー」を企画した。
ゲストは、このエンドアへのツアーに参加する。搭乗口までの通路では、フライトに使用される宇宙船「スタースピーダー3000」と同型の機体や、機材の整備作業に明け暮れるドロイドたちの姿を見ることができる。その中には、第3デス・スター攻撃作戦に先立ってトラブルを避けるため、ハン・ソロ将軍の提案でスター・ツアーズ社に貸し出されていたC-3POやR2-D2の姿もあった。
ゲストが搭乗したスタースピーダー3000のパイロットはRX-24（通称「キャプテン・レックス」）、ナビゲーターはR2-D2。銀河系条例で定められているシートベルトの装着確認が済むと、いよいよエンドアへ向けてスタースピーダー3000が出発する。しかし、スタースピーダー3000は宇宙港内で間違ったレーンへと進み、ドアを突き破り、危うく墜落しそうになる。その後も、目的地である惑星エンドアの聖なる月を通り過ぎたり、彗星の内部へと突入したりとトラブル続き。
R2-D2が自分も戦闘に加わるためにワープ座標を変更したため、とうとう帝国軍の残党と新共和国軍との戦闘宙域に迷い込み、帝国のスター・デストロイヤーのトラクター・ビームに拿捕されてしまうが、新共和国軍の攻撃によって辛くもトラクター・ビームから逃れることに成功。この宙域では、目下建造中の第3デス・スターへの攻撃が今まさに始まろうとしていた。新共和国軍のXウイング戦闘中隊長の伝えたコールサイン「RED-24」をRX-24と聞き間違えたため、Xウイングに続いてキャプテン・レックスの操縦するスタースピーダー3000も第3デススターのトレンチへと進入。レックスの援護射撃を受けたXウイングは排熱ダクトにプロトン魚雷を発射した後、撤退。第3デス・スターは崩壊したのであった。
スタースピーダー3000は何とか無事に宇宙港へ帰着するも、キャプテン・レックスは、またもや壁に衝突する寸前でスタースピーダー3000を停止させる。「全て予定通り」とうそぶくキャプテン・レックスがシャッターの影に消えて行き、何が起こったか知らないC-3POが旅行者たちへねぎらいの言葉をかけると下船の扉が開く。

## 登場キャラクター
キャプテン・レックス（RX-24）（声優：ポール・ルーベンス）
パイロット・ドロイド。ゲストが搭乗するスタースピーダー3000を操縦する。
R2-D2
アストロメク・ドロイド。スター・ツアーズ社に出向中で、スタースピーダー3000のナビゲーターを務めている。
C-3PO（声優：アンソニー・ダニエルズ）
ドロイド。スター・ツアーズ社に出向中で、乗客の案内係を務めている。
ズズィーックス
スター・ツアーズ社の管制官。宇宙港の出口で勤務しており、ゲストの特徴を元に話しかけてくる。
レッド・リーダー（演：スティーヴ・ゴーリー）
Xウィング戦闘中隊（レッド中隊）のリーダー。
演じるスティーヴ・ゴーリーは、インダストリアル・ライト&マジックの特殊効果スタッフで、カメオ出演している。

## 各施設の紹介

### ディズニーランド（アナハイム）
| スター・ツアーズ Star Tours | スター・ツアーズ Star Tours | スター・ツアーズ Star Tours | スター・ツアーズ Star Tours |
| --------------------------- | --------------------------- | --------------------------- | --------------------------- |
| オープン日                  | オープン日                  | 1987年1月9日                | 1987年1月9日                |
| クローズ日                  | クローズ日                  | 2010年7月27日               | 2010年7月27日               |
| スポンサー                  | スポンサー                  | なし                        | なし                        |
| 所要時間                    | 所要時間                    | 約4分30秒                   | 約4分30秒                   |
| 定員                        | 定員                        | 40名/1台                    | 40名/1台                    |
| 利用制限                    |                             | なし                        | なし                        |
| ファストパス                | ファストパス                |                             | 対象外                      |
| シングルライダー            | シングルライダー            |                             | 対象外                      |

スター・ツアーズ:ザ・アドベンチャーズ・コンティニューへのリニューアルのため2010年7月27日にクローズした。
その後、スター・ツアーズ:ザ・アドベンチャーズ・コンティニューが2011年6月3日にオープンした。

### ディズニー・ハリウッド・スタジオ（フロリダ）
| スター・ツアーズ | スター・ツアーズ | スター・ツアーズ | スター・ツアーズ |
| ---------------- | ---------------- | ---------------- | ---------------- |
| オープン日       | オープン日       | 1989年12月15日   | 1989年12月15日   |
| クローズ日       | クローズ日       | 2010年9月8日     | 2010年9月8日     |
| スポンサー       | スポンサー       | なし             | なし             |
| 所要時間         | 所要時間         | 約4分30秒        | 約4分30秒        |
| 定員             | 定員             | 40名/1台         | 40名/1台         |
| 利用制限         |                  | なし             | なし             |
| ファストパス     | ファストパス     |                  | ○                |
| シングルライダー | シングルライダー |                  | 対象外           |

スター・ツアーズ:ザ・アドベンチャーズ・コンティニューへのリニューアルのため2010年9月8日にクローズした。

### 東京ディズニーランド
| スター・ツアーズ | スター・ツアーズ | スター・ツアーズ         | スター・ツアーズ         |
| ---------------- | ---------------- | ------------------------ | ------------------------ |
| オープン日       | オープン日       | 1989年7月12日            | 1989年7月12日            |
| クローズ日       | クローズ日       | 2012年4月1日             | 2012年4月1日             |
| スポンサー       | スポンサー       | 松下電器→なし            | 松下電器→なし            |
| 所要時間         | 所要時間         | 約4分30秒                | 約4分30秒                |
| 定員             | 定員             | 40名/1キャビン/6キャビン | 40名/1キャビン/6キャビン |
| 利用制限         |                  | 身長102cm以上            | 身長102cm以上            |
| ファストパス     | ファストパス     |                          | 対象外                   |
| シングルライダー | シングルライダー |                          | 対象外                   |

東京ディズニーランドの「スター・ツアーズ」は、1989年7月12日にオープンした。開業当時の宣伝文句は「宇宙解禁」だった。オープン日当日に行われたオープンセレモニーには映画『スター・ウォーズ』を監督・指揮したジョージ・ルーカスも来日し、出席した。オープン当初は2-3時間待ちが当たり前で、アトラクションの建物の外にも長蛇の列ができることが多かった。
キャビンは全部で6機（乗り場は入り口から見て左右に3機ずつ）あるが、全てが稼動するのは混雑時のみで、閑散期は2-3機を動かすことで足りていた。
アトラクション入り口から乗り場までの待ち列は、ドロイドが作業していたり、仕事をサボっていたり、C-3POが案内をしていたりと、凝った作りとなっている。
以前はパナソニックとスポンサー契約していたが、2009年4月15日より『モンスターズ・インク“ライド&ゴーシーク!”』の提供を開始したため、スポンサー契約を終了。スター・ツアーズ自体はその後も運用された。
『スター・ツアーズ:ザ・アドベンチャーズ・コンティニュー』へのリニューアルにより、2012年4月1日をもってクローズした。

### ディズニーランド・パリ
| スター・ツアーズ | スター・ツアーズ | スター・ツアーズ                                                  | スター・ツアーズ                                                  |
| ---------------- | ---------------- | ----------------------------------------------------------------- | ----------------------------------------------------------------- |
| オープン日       | オープン日       | 1992年4月12日（ユーロ・ディズニーランド（当時）と同時にオープン） | 1992年4月12日（ユーロ・ディズニーランド（当時）と同時にオープン） |
| クローズ日       | クローズ日       | 2016年3月16日                                                     | 2016年3月16日                                                     |
| スポンサー       | スポンサー       | なし                                                              | なし                                                              |
| 所要時間         | 所要時間         | 約4分30秒                                                         | 約4分30秒                                                         |
| 定員             | 定員             | 40名/1台                                                          | 40名/1台                                                          |
| 利用制限         |                  | なし                                                              | なし                                                              |
| ファストパス     | ファストパス     |                                                                   | ○                                                                 |
| シングルライダー | シングルライダー |                                                                   | 対象外                                                            |

施設の外観はレトロフューチャーデザインを採用しているため、東京のものとは大きく異なるが、内容自体は他のパークの同名アトラクションとほぼ同内容。エントランス手前にはXウイングのオブジェが設置されている。

スター・ツアーズ:ザ・アドベンチャーズ・コンティニューへのリニューアルのため2016年3月16日にクローズした。

## 特記事項
- 東京ディズニーランドの「スター・ツアーズ」の建物の屋根にはスポンサーであるパナソニック株式会社のブランドの一つである“Panasonic”のロゴが入ったパラボラアンテナ（本当に使われているわけではない）が、スポンサーを撤退した後も設置されていた。また「スター・ツアーズ:ザ・アドベンチャーズ・コンティニュー」にリニューアルする際も、"Panasonic"のロゴを塗り直してもう一度設置された。その後、2014年7月1日に「スター・ツアーズ:ザ・アドベンチャーズ・コンティニュー」のスポンサーにJCBが就いたため、"Panasonic"のロゴは消された[3]。
- ディズニー・ハリウッド・スタジオ（ウォルト・ディズニー・ワールド・リゾート）のキャプテン・レックスには、「Warning! Remove before Flight」（警告：出発前に撤去すること）と書かれたタグが付けられている。
- 序盤、倉庫内での墜落を免れるシーンで、ディズニーランドの「スター・ツアーズ」の前のアトラクションである“Adventure Thru Inner Space”（直訳：宇宙内部の冒険）の乗り場に置かれた巨大顕微鏡を（一瞬だが）見ることができる。
- スクリーンの映像とライドの挙動は、ゲストの乗り物酔いを防ぐため意図的にタイミングを微妙にずらしてある。
- 映像中の最後のスタースピーダー3000が急ブレーキをかけるシーンでしゃがみ、後に電話をかける男性はジョージ・ルーカス本人である。
- プレショーのアナウンスで「駐車中のTHX-1138はすぐに車を移動させなさい」とルーカス作品のパロディを聞くことができる。
- プレショーの途中で上映されるセーフティビデオ（搭乗中の注意事項の説明）は、米国では米国人女性のみ、パリではフランス人女性のみ、東京では日本人男性・日本人女性・米国人女性（片言の日本語）の3パターンが用意された。東京ではパナソニックがスポンサーに付いていた時は説明の後にパナソニックのロゴが表示された。また米国以外では随所に英語及び繁体字中国語（パリのみフランス語）の表示もなされていた。
- クライマックス手前で、スタースピーダー3000がTIEファイターによって被弾してパワーダウンした時、一瞬だが、Yウイング一機がスタースピーダーの前を横切る。

## 類似施設
- スーパードリームライド（札幌市青少年科学館）